# Polydamna

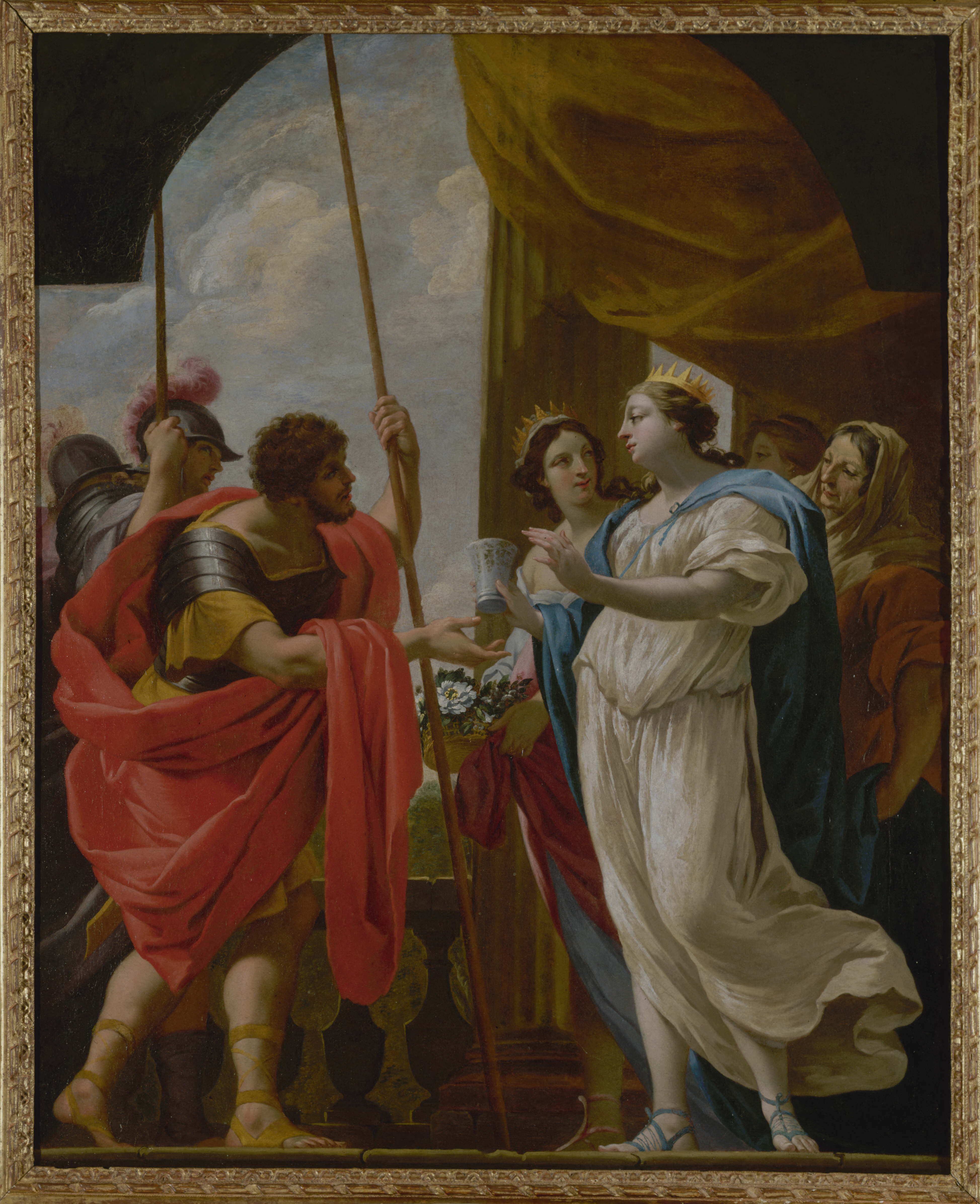
Hélène offrant à Ménélas la potion de la reine Polydamne (réplique), huile sur toile de Simon Vouet (ou de son atelier), XVIIe siècle, musée Carnavalet.

Dans la mythologie grecque, Polydamna ou Polydamne (en grec ancien Πολύδαμνα / Polúdamna) est une magicienne égyptienne qui enseigne son savoir à Hélène de Sparte.

## Étymologie
En grec ancien, Polydamna se nomme Πολύδαμνα / Polúdamna. Ce nom, qui n'est porté par aucun personnage historique, est peut-être composé de πολύς / polús (« nombreux », « beaucoup ») et du verbe δαμάζω / damázō ou δάμνημι / damnēmi (« dompter »).
Certains scholiastes antiques proposent de voir πολύδαμνα / polúdamna comme un adjectif de φάρμακα / phármaka (« drogues », « remèdes »),, Ptolémée nommant le personnage Θοῦμις / Thoûmis ; ces hypothèses sont cependant contredites par Aristarque de Samothrace et Hérodien,.
L'étymologie du mot révèle le pouvoir de cette femme : « celle qui a beaucoup dompté » ou bien « celle qui dompte beaucoup ». Ce nom pourrait être aussi un avatar de la potnia théron, la déesse archaïque « maîtresse des fauves », comme Circé, qui vit entourée de fauves apprivoisés[Interprétation personnelle ?].

## Mythe
Polydamna est nommée dans l'Odyssée d'Homère, puis notamment citée Hérodote : elle intervient au cours du voyage en Égypte d'Hélène, redevenue reine de Sparte après la guerre de Troie. Ce passage, note Hérodote, est éludé par Homère, qui en a connaissance mais ne s'y attarde dans le contexte épique de son poème.
Polydamna est la femme de Thon (ru), roi d'Égypte pour Homère,, mais simple chef de garnison de Canope, à l'embouchure du Nil, pour le roi Protée d'après Hérodote. Elle enseigne à Hélène l'art des simples médecines, en lui donnant notamment une drogue provoquant l'oubli, le népenthès (de) (νηπενθές φάρμακον / nēpenthés phármakov). D'après une autre tradition, elle soustrait la reine de Sparte aux avances de son mari en l'emmenant sur l'île de Pharos et en lui donnant des plantes la protégeant des serpents qui s'y trouvent. Pour ses pouvoirs, elle est comparée à Médée.

## Postérité
Au XVIIe siècle, Simon Vouet — ou un des élèves qui fréquentent son atelier, comme Charles Poerson ou Eustache Lesueur — réalise une huile sur toile représentant Hélène offrant à Ménélas la potion de la reine Polydamne, mettant en scène la magicienne : celle-ci orne la cheminée de la salle des Actes de la faculté de pharmacie de Paris, tandis qu'une réplique se trouve au musée Carnavalet,.

### Sources antiques
- Claude Élien, De la nature des animaux, IX, 21.
- Diodore de Sicile, Bibliothèque historique [détail des éditions] [lire en ligne], I, 97.
- Hérodote, Histoires [détail des éditions] [lire en ligne], II, 116.
- Homère, Odyssée [détail des éditions] [lire en ligne], IV, 228.
- Philostrate d'Athènes, Vie d'Apollonios de Tyane [lire en ligne], VII, 22.
- Strabon, Géographie [détail des éditions] [lire en ligne], XVII, 801.